# مهرجان هافانا السينمائي
مهرجان هافانا السينمائي هو مهرجان كوبي يركز على إشهار صانعي الأفلام في أمريكا اللاتينية. يسمى باللغة الإسبانية Festival Internacional del Nuevo Cine Latinoamericano de La Habana، وبالإنجليزية International Festival of New Latin American Cinema of Havana. يُقام مرة كل عام في ديسمبر في العاصمة هافانا، كوبا.

## تاريخ
أُقيم افتتاح المهرجان الدولي لسينما أمريكا اللاتينية الجديدة في 3 ديسمبر 1979. استجاب أكثر من 600 مخرج سينمائي من أمريكا اللاتينية لدعوة المعهد الكوبي لفنون وصناعات السينما (ICAIC)، وكان المعهد بين مؤسسي المهرجان ومنهم أيضًا: ألفريدو جيفارا، والمخرج خوليو غارسيا إسبينوزا وباستور فيغا.
يهدف المهرجان بحسب ما ورد في دعوته التأسيسية إلى «تعزيز الاجتماع الدوري لصانعي أفلام أمريكا اللاتينية الذين يثرون بأعمالهم ثقافات بلادنا ...، ضمان العرض المشترك للأفلام الروائية، والأفلام الوثائقية، وأفلام الرسوم المتحركة والأحداث الجارية ...، والمساهمة في النسر والتوزيع العالمي لأهم إنتاجات أفلامنا السينمائية وأعمالها الرئيسة».
ضمت مهرجان الافتتاح أكثر من 600 مخرج من جميع أنحاء أمريكا اللاتينية. كان رئيس لجنة تحكيم الأفلام الروائية الكاتب والروائي غابرييل غارثيا ماركيث ورئيس لجنة تحكيم الأفلام الوثائقية وأفلام الرسوم المتحركة المخرج الكوبي سانتياغو ألفاريز. فاز بالجائزة الكبرى: «الكولونيل ديلميرو جوفيا» (إخراج جيرالدو سارنو، البرازيل)، و«ماوالا» (إخراج سيرجيو جيرال، كوبا)، والفيلم الوثائقي «معركة تشيلي: كفاح شعب دون أسلحة» (إخراج باتريسيو غوزمان، تشيلي)، وفيلم الرسوم المتحركة «إلبيديو فالديس» (إخراج خوان بادرون، كوبا).
أعلن المهرجان عام 2013، بعد وفاة رئيس المهرجان والمشارك في تأسيسه ألفريدو جيفارا، عن إعادة تعيين إيفان جيرو رئيسًا، وكان قد سبق له رئاسته من عام 1994 إلى 2010.

## الجوائز
تمنح أربعون جائزة تقريبًا تحت هذه المجموعات:
- الأفلام
- الأفلام الوثائقية
- أفلام الرسوم المتحركة
- الأعمال الأولى
- الإخراج
- التصوير السينمائي
- جوائز أخرى، تشميل جائزة الاتحاد الدولي للنقاد السينمائيين

## الفائزون بالجائزة الأولى
| العام | العنوان بالعربية           | العنوان الأصلي                    | إخراج                                   | بلد الإنتاج      |
| ----- | -------------------------- | --------------------------------- | --------------------------------------- | ---------------- |
| 1979  | العقيد دلميرو جوفيا        | Coronel Delmiro Gouveia           | غيرالدو سانو                            | البرازيل         |
| 1979  | مالوالا                    | Maluala                           | سيرجيو غيرال                            | كوبا             |
| 1980  | غايجين، أوديسة برازيلية    | Gaijin - Os Caminhos da Liberdade | تيزوكا ياماساكي                         | البرازيل         |
| 1981  | إنهم لا يرتدون كرفتةً سوداء | Eles Não Usam Black-Tie           | ليون هيرزمان                            | البرازيل         |
| 1982  | وقت للانتقام               | Tiempo de Revancha                | أدولفو أريستاراين                       | الأرجنتين        |
| 1983  | إلى حد معين                | Hasta cierto punto                | توماس غوتييريس علياء                    | كوبا             |
| 1984  | مذكرات سجن                 | Memórias do Cárcere               | نيلسون بيريرا سيرجينهو سانتوس           | البرازيل         |
| 1985  | فريدا، الطبيعة الحية       | Frida, naturaleza viva            | بول ليدوك                               | المكسيك          |
| 1985  | التانغو: منفى جارديل       | El exilio de Gardel: Tangos       | فرناندو سولاناس                         | الأرجنتين        |
| 1986  | ساعة النجمة                | A Hora da Estrela                 | سوزانا أمارال                           | البرازيل         |
| 1987  | ملِكٌ وفيلمه                 | La película del rey               | كارلوس سورين                            | الأرجنتين        |
| 1988  | الجنوب                     | Sur                               | فرناندو سولاناس                         | الأرجنتين        |
| 1989  | آخر صور حطام السفينة       | Últimas imágenes del naufragio    | إليسيو سوبيلا                           | الأرجنتين        |
| 1990  | مرحبًا هيمنغواي             | Hello Hemingway                   | فيرناندو بيريز                          | كوبا             |
| 1991  | أريحا                      | Jericó                            | لويس ألبيرتو لاماتا                     | فنزويلا          |
| 1992  | الواجب المنزلي الممنوع     | La tarea prohibida                | جايم هومبيرتو هيرموسيلو                 | المكسيك          |
| 1993  | فراولة وشوكولا             | Fresa y chocolate                 | توماس غوتييريس علياء وخوان كارلوس تابيو | كوبا             |
| 1994  | البداية والنهاية           | Principio y fin                   | أرتورو ريبستين                          | المكسيك          |
| 1995  | زقاق المدق                 | El callejón de los milagros       | خورخي فونز بيريز                        | المكسيك          |
| 1996  | قرمزي عميق                 | Profundo Carmesí                  | أرتورو ريبستين                          | المكسيك          |
| 1997  | مارتن (هاتش)               | Martín (Hache)                    | أدولفو أريستاراين                       | الأرجنتين        |
| 1998  | الحياة صافرة               | La Vida es Silbar                 | فيرناندو بيريز                          | كوبا             |
| 1999  | المرآب الأوروبي            | Garage Olimpo                     | ماركو بيشيس                             | الأرجنتين        |
| 2000  | أنا أنت هم                 | Eu Tu Eles                        | أندروتشا وادينجتون                      | البرازيل         |
| 2001  | المستنقع                   | La Ciénaga                        | لوكريثيا مارتيل                         | الأرجنتين        |
| 2001  | 90 ميل                     | 90 Millas                         | خوان كارلوس زالديفار                    | الولايات المتحدة |
| 2002  | مدينة الرب                 | Cidade de Deus                    | فرناندو ميريليس وكاتيا لوند             | البرازيل         |
| 2002  | فجأة                       | Tan de repente                    | دييغو ليرمان                            | الأرجنتين        |
| 2003  | جناح هافانا                | Suite Habana                      | فيرناندو بيريز                          | كوبا             |
| 2004  | ويسكي                      | Whisky                            | خوان بابلو ريبيلا وبابلو ستل            | الأوروغواي       |
| 2005  | المباركون بالنار           | Iluminados por el fuego           | تريستان باوير                           | الأرجنتين        |
| 2006  | جنة سولي                   | O Céu de Suely                    | كريم عينوز                              | البرازيل         |
| 2007  | ضوء صامت                   | Stellet Lijcht                    | كارلوس ريجاداس                          | المكسيك          |
| 2008  | توني مانيرو                | Tony Manero                       | بابلو لارين                             | تشيلي            |
| 2009  | حليب الحزن                 | La Teta Asustada                  | كلوديا لوسا                             | بيرو             |
| 2010  | حياة مفيدة                 | La vida útil                      | فيديريكو ڤيروج                          | الأوروغواي       |
| 2011  | الجحيم                     | El Infierno                       | لويس إسترادا                            | المكسيك          |
| 2012  | لا                         | No                                | بابلو لارين                             | تشيلي            |
| 2013  | هيلي                       | Heli                              | آمات إسکالانته                          | المكسيك          |
| 2014  | سلوك                       | Conducta                          | إرنيستو داراناس                         | كوبا             |
| 2015  | النادي                     | El club                           | بابلو لارين                             | تشيلي            |
| 2016  | صحراء                      | Desierto                          | جوناس كوارون                            | المكسيك          |
| 2017  | ألانيس                     | Alanis                            | أناهي بيرنيري                           | الأرجنتين        |
| 2018  | طيور المرور                | Pájaros de verano                 | سيرو جيرا و كريستينا غالليغو            | كولومبيا         |
| 2019  | السائرون في النوم          | Los sonámbulos                    | باولا هرنانديز                          | الأرجنتين        |
| 2021  | تهدئة                      | Pacificado                        | باكستون وينترز                          | البرازيل         |
| 2022  | الحركة العظيمة             | El gran movimiento                | كيرو روسو                               | بوليفيا          |

## الجوائز بحسب الدول
| الأرجنتين        | 12 |
| المكسيك          | 9  |
| البرازيل         | 9  |
| كوبا             | 7  |
| تشيلي            | 3  |
| الأوروغواي       | 2  |
| بيرو             | 1  |
| الولايات المتحدة | 1  |
| فنزويلا          | 1  |
| كولومبيا         | 1  |
| بوليفيا          | 1  |

## روابط خارجية
- الموقع الرسمي (باللغة الإسبانية)
- مهرجان هافانا السينمائي على موقع IMDb (الإنجليزية)
- مهرجان هافانا السينمائي على موقع IMDb (الإنجليزية)